# Nationalpark Doi Phu Kha
Der Nationalpark Doi Phu Kha (Thai: อุทยานแห่งชาติดอยภูคา) ist ein Nationalpark im Nordosten der Nordregion von Thailand.
Er wurde 1988 als Nationalpark Thailands eröffnet.

## Geographie
Der Nationalpark umfasst ein bergiges Gebiet von 1704 km², er liegt in den Landkreisen (Amphoe) Pua, Chiang Klang, Thung Chang, Mae Charim, Tha Wang Pha, Santi Suk, Bo Kluea und Chaloem Phra Kiat der Provinz Nan.
Das Terrain besteht hauptsächlich aus bewaldeten, schroffen aus Sandstein bestehenden Gebirgszügen, die höchste Erhebung ist der Doi Phu Kha mit 1939 Metern Höhe, der zugleich das Wahrzeichen von Nan ist. Er ist zudem Entstehungsort verschiedener Bäche, welche in den Mae Nam Nan münden.

## Klima
Die Regenzeit dauert von Mai bis Oktober. Es schließt sich der Winter von November bis Februar an, wobei die kältesten Monate der Dezember und Januar mit durchschnittlichen Temperaturen um 5 °C sind. Die Sommermonate mit Temperaturen um 30 °C beginnen im März und enden im April.

## Flora und Fauna
Der Doi Phu Kha Nationalpark ist bedeckt mit Grasland und beherbergt Laub- und Dipterocarpwälder. Er ist Lebensraum vieler verschiedener Pflanzenarten und biete einer Vielzahl von Tieren Unterschlupf.

### Pflanzenarten
Der Doi Phu Kha beherbergt zwei der seltensten Pflanzen der Welt, dies ist zum einen die Chomphu Phu Kha Bretschneidera sinensis aus der Familie der Bretschneideraceae und die Tao Rang Yak (auch Giant Mountain Fishtail Palm) Caryota gigas eine Palmenart.
- Dipterocarpus alatus
- Michelia floribunda
- Hopea odorata
- Teakbaum
- Shorea obtusa
- Pterocarpus macrocarpus

### Tierarten
Der Nationalpark beherbergt eine Vielzahl großer und kleiner Wildtiere:
- Sambar
- Fleckenmusang
- Kleinkantschil

## Sehenswürdigkeiten
In dem Doi Phu Kha Nationalpark gibt es eine Vielzahl von Wasserfällen und Höhlen, des Weiteren befindet sich hier auch der größte Palm-Urwald Thailands, der sich in dem Gebiet um den Doi Phu Wae befindet.
- Phu Fa Wasserfall
- Sila Phet Wasserfall
- Mae Charim Wasserfall
- Ton Tong Wasserfall
- Huai Kon Wasserfall
- Pha Koa Höhle